# Asymmetron lucayanum
Asymmetron lucayanum es una especie de cefalocordado y una de las 2 especies que conforman el género Asymmetron

## Descripción
Asymmetron lucayanum se caracteriza por el pliegue mediano de la aleta caudal que se extiende más allá de último miotomo, siendo este un largo y estrecho. El notocordio se extiende por el proceso urostiloide hasta casi el extremo. Su color es blancuzco o amarillento pálido. La longitud corporal puede variar entre los 19 a 22 mm.

## Distribución
Esta especie se ha señalado para el océano Atlántico, océano Índico, y océano Pacífico occidental, En la región del Atlántico occidental se localiza desde Bermudas, Bahamas, Los cayos de la Florida en Estados Unidos, Venezuela hasta Pernanbuco en Brasil. En la costa pacífica de América se señalado en Costa Rica en Islas Cocos

### Hábitat
Habita en suelos de fondos someros arenosos, por lo general enterrado en la arena, aunque se puede hallar nadando en la superficie.